# 特里戈 (蒙大拿州)
特里戈（英語：Trego）是位於美國蒙大拿州林肯縣的普查規定居民點。

## 歷史
特里戈的郵局自1911年營運至今。

## 人口
根據2020年美國人口普查的數據，特里戈的面積為142.01平方千米，當中陸地面積為139.61平方千米，而水域面積為2.40平方千米。當地共有人口515人，而人口密度為每平方千米3.63人。